# Francesco I de Ventimiglia

Escudo de armas de la casa de Ventimiglia.

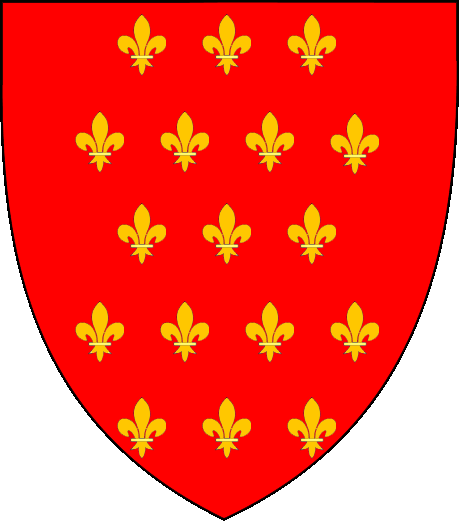
Blasón de la casa Consolo.

Francesco I de Ventimiglia (1285, +3 de febrero de 1338 Geraci), hijo de Alduino de Ventimiglia y de su esposa Giacoma Filangeri.

## Títulos
- XI conde de Geraci, en 1308 (III de la casa Ventimiglia).
- I conde de Collesano (1305).
- Conde de Ischia Maggiore.
- Conde del Maro (Albenga, Liguria)
- Barón de Gratteri, Pettineo y de Sperlinga.[3]
- Señor de Gangi, Regiovanni, de las dos Petralias, de Tusa, San Mauro, Pollina, Caronia (1296), Castelbuono, Castel Gregorio, del Porto di Tusa, Castelluccio, Gratteri, Alvira, Resuttano, Bilici, Migaido.
- Embajador del rey Federico III de Aragón ante el Papa Giovanni XXII en la corte de Aviñón (1318).
- Uso del lema por la Gracia de Dios (Dei gratia) (1321).
- Gran camerario del reino (1336).[4]

## Biografía
Francesco I de Ventimiglia fue el primer miembro de la casa de Ventimiglia en ser públicamente conocido como conde de Geraci: en fecha 9 de marzo de 1312 el papa Clemente V firma un documento en el que figura Francesco de Ventimiglia con el título de conde de Geraci.
Durante el periodo desde 1300 al 1320, aún en vida de su abuelo Enrico I de Ventimiglia, consolidó su posición ampliando notablemente el condado de Geraci, que ya comprendía: Geraci, Castelbuono, Pollina, Collesano, Gratteri, Monte S. Angelo, Tusa, Caronia, Santo Mauro, Castelverde, Petralia Superior e Inferior, Ganci, Sperlinga y Pettineo. Se conservan actas de compras de tierras, como la del casale Convicino a su antiguo propietario Berengario de Albara en 1332.
El 9 de abril de 1299 Federico II de Sicilia concedió a Francesco I Ventimiglia una renta vitalicia de 100 onzas para recompensarlo por su fidelidad y servicios.
Según consta, nada más tomar posesión del condado de Ventimiglia en 1308, lo primero que hizo fue retomar la tradición familiar e ir a molestar al obispo de Cefalú. Y hasta tal punto debió de hacerlo que obligó en marzo de 1311 al entonces Papa Clemente V a encomendar al arzobispo de Monreale, de su corte de Aviñón, el arbitraje de algunas controversias sobre la propiedad de unos bienes en litigio.
El 21 de junio de 1311, se procedió al reparto de las posesiones del difunto conde Enrico entre sus herederos: Francesco de Ventimiglia, su tío Guglielmo y Nicoló, prometiendo pagar Francesco a Guglielmo y Nicoló el mayor valor de la tercera parte del patrimonio heredado, y que se fijó en 2.000 onzas.
En 1312 edificó en Geraci la Iglesia de Santa Ana, donde se ubicó la capilla familiar, Tal como atestigua una inscripción esculpida en el interior del templo.
El 31 de enero de 1314 firmó como conde de Ventimiglia y de Geraci la protesta de los Sicilianos votada en el parlamento general de Eraclea.
El 18 de enero de 1316 aparece mencionado en el documento Actum in castro Lusinaschi por Raphaelem de Peralta S.R. Imp. Notarium.
El 8 de agosto de 1317, combatiendo valerosamente rechazó un intento de desembarco de tropas del rey Roberto I de Nápoles en las cercanías de Marsala, batalla que duró una semana.
Más tarde, en ese mismo año de 1317 armó a sus costas 30 galeras de guerra, para combatir a las órdenes del rey Federico II contra el rey Roberto I de Nápoles, que por su parte añadió 50 galeras más.
En 1318 fue enviado como embajador del rey Federico II ante el Papa Giovanni XXII, entonces en la corte de Aviñón, para promover un tratado de paz con el rey Roberto I de Nápoles.
A su muerte en 1337, Federico II dejó al conde de Geraci como albacea testamentario, junto al obispo de Zaragoza y a su propia mujer, la reina Leonor.

### Familia Chiaromonte: una enemistad secular
Tras la muerte del prudente rey Federico II el reino estuvo sometido a gravísimas calamidades, siendo posiblemente la peor de ellas la guerra establecida entre los Ventimiglia y los Chiaromonte. Por los extraordinarios servicios prestados por la nobleza local al difunto Federico II, este los había colmados de riquezas y prebendas hasta tal punto que rivalizaban con la propia corona. Tal poderío no solo les hizo comportarse como si fuesen señores independientes, sino que exacerbó sus afanes en demostrarlo en cada momento, allá donde podían. Entre todos estos señores, destacaron los Ventimiglia y los Chiaromonte, que habían desarrollado ya en vida del monarca una especial envidia personal y que fue mutando a una atroz enemistad. El escenario final se completa con el resto de la nobleza local, dividida a favor de uno o del otro señor. Todos los castillos se refortificaron y se respiraban aires de preguerra, tal y como si un enemigo externo amenazase el reino. Pedro II, sucesor en el trono, débil por naturaleza, no supo apagar este fuego, tomando partido por la facción de los Chiaromonte: el fuego derivó en terrible incendio que asoló el reino en lo que se calificó como la peor de las pestes: guerra civil.
En 1315 casó en primeras nupcias con Constanza Chiaromonte, hija de Manfredo I di Chiaromonte, potente familia feudal del reino de Sicilia, de la que tuvo varias hijas. Por falta de descendencia masculina, fue repudiada en 1325, lo que fue motivo de una profunda enemistad con la poderosa familia Chiaromonte en general, y muy particulrmente con su excuñado, Giovanni II di Chiaromonte. La aprobación del rey Federico III creó tal enfado en Giovanni que se marchó a Alemania, donde estuvo una larga temporada al servicio del emperador Ludovico el Bavaro. Las casas de Ventimiglia y Chiaromonte eran las más poderosas de la Isla y una enemistad entre las dos no era del agrado del monarca ni beneficiosa para el reino. En abril de 1332 Giovanni regresó a Sicilia, ocasión que aprovechó el monarca Federico III para convocar en Palermo al conde Francesco Ventimiglia y a Giovanni Chiaromonte, para intentar un acercamiento entre los dos cuñados.
Pero no logró que el Chiaromonte calmase su furia, ya que unos días más tarde y al frente de un grupo de mercenarios teutones, le tendió una emboscada en un callejón de Palermo, de la que se salvó el conde de Ventimiglia milagrosamente: herido en la cabeza, el conde buscó refugio en el palacio real, próximo al lugar de la escaramuza, donde el emperador montó en cólera por lo acontecido. Habiendo fracasado en su intento y temiendo la ira del emperador, Giovanni se refugió en su castillo, adoptando una nueva estrategia: si la corte protegía a su enemigo, iría también contra ella, pactando previamente con Roberto de Anjou. Efectivamente, procuró conseguir el mayor número de apoyos posibles, disfrazando su causa personal contra los Ventimiglia con un movimiento general de oposición hacia un gobierno extranjero, incapaz y corrupto. Pero la ayuda que esperaba de la casa de Anjou no llegó nunca, por lo que tuvo que huir nuevamente bajo la protección y asilo del rey de Nápoles, Roberto de Anjou, para el que estuvo sirviendo en armas.
En 1316 obligó a Tommaso di Marzano, conde de Squillaci y condottiere del rey Roberto de Anjou, a abandonar el puerto fortificado de Marsala, que había sitiado con una flota de 60 galeras. Para ello, como presidente del parlamento del reino de Sicilia, agrupó una flota de 80 galeras, armando él personalmente a sus expensas 30 de ellas.
En 1317, en un acto entre piratesco y cómico, apresó al obispo de Cefalú y lo retuvo hasta que le obligó a venderle varios terrenos en la zona llamada Ypsigro, con una antigua edificación. Obtenidos todos los terrenos que necesitaba, con fecha 25 de marzo de 1317, según consta en una inscripción en el portal del Arco que da acceso a la actual calle de Santa Ana, comenzó a construir una fortaleza: el castillo de Belvedere de Ypsigro, que más tarde pasó a llamarse Castelbuono, y sería la residencia oficial de la casa condal. Esta construcción no se debía solamente a la necesidad de procurarse una vivienda más acorde que la fría e inhóspita roca de Geraci. Ya por aquel entonces habían construido un palacio en Cefalú, el llamado Osterio Magno, un edificio de arquitectura refinada para la época, el segundo en importancia en la población, tras la Catedral Normanda. Consta que se amplió esta residencia en 1320 y en 1330.
En la primavera de 1318 fue nombrado ministro plenipotenciario y embajador por Sicilia ante el papa Juan XXII, acudiendo junto con el obispo de Palermo a su corte en Aviñón para dirimir las causas pendientes con los embajadores del rey Roberto de Anjou.
La construcción de Castelbuono fue en realidad el inicio de un proyecto defensivo más amplio, motivado por el estado general de abandono y desprotección en que había quedado toda Sicilia tras la famosa Vísperas sicilianas. Entre 1320 y 1336, ordenó construir nuevas fortificaciones, como la de Monte Sant Angelo, cercano a Gibilmanna, y el de Belici, en el territorio de Petralia.
En 1320 creó en su condado una nueva capital, destinada a cerrar el paso a los Madonitas por el Este y a proteger las playas situadas al este de Cefalú.
En 1337 murió Federico III, que poco tiempo antes había confirmado al conde de Geraci como camarero mayor del reino, el 28 de septiembre de 1336, instituyéndolo además como uno de sus albaceas testamentarios, como muestra de la gran consideración y estima que le profesaba, por su lealtad y servicios prestados a lo largo de toda su vida.
A Federico III de Sicilia le sucedió en el trono de Sicilia inicialmente su hija María de Sicilia y sólo cuatro años después su hijo, Pedro IV, con la principal misión de invalidar el tratado de Caltabellotta que preveía el retorno del reino de Sicilia a la casa de Anjou. Pero fue una persona de carácter débil y pusilánime y con tendencia a ceder ante las presiones externas. Así pues, la subida al trono del nuevo soberano cambió profundamente la balanza del poder feudal en el reino, a favor de los Chiaromonte, Palizzi y demás, y en profundo detrimento del conde Francesco I de Ventimiglia, que cautelosamente prefirió retirarse a sus dominios.

### Muerte
Un mes más tarde, el 9 de agosto de 1337 Pedro II de Sicilia convocó un parlamento en Catania. Francesco sospechó que tras la convocatoria se ocultaba una emboscada urdida por sus rivales, ahora muy próximos al nuevo monarca. Como el Parlamento fue convocado por el mismo rey, el conde de Geraci no podía faltar a la cita sin incurrir en grave desacato, así que envió una delegación comandada por su propio hijo, Francischello, ya por entonces conde de Collesano, pero fue atacada y detenida por los Palizzi, familia rival próxima a los Chiaromonte. Sometidos a tortura los miembros de la comitiva, el secretario Ribaldo Rosso se avino a confesar que su señor tramaba un plan contra el rey, lo que hizo que recayese inmediatamente una real condena a muerte por decapitación (trato habitual por aquella época para los que sublevaban contra su rey), recogida en la magna regia curia reunida en Nicosia el 30 de diciembre de 1337. Además dicha orden llevaba implicita la incautación de todos sus bienes, así como el exilio de su heredero, Emanuel de Ventimiglia, inhabilitado ya para cualquier tipo de sucesión. Era el final de la casa de Ventimiglia.
El conde Francesco I de Ventimiglia se hizo fuerte en sus dominios, pero las poderosas tropas del rey Pedro II conquistaron rápidamente sus posiciones. Finalmente, el conde se refugió en el castillo de Geraci, la Roca, como último recurso y confiando tanto en el carácter inexpugnable de la centenaria fortaleza como en la lealtad de su pueblo. En pleno asedio, el conde salió de la fortaleza en su caballo armado de una maza de hierro, como símbolo de su poder baronal, en un intento de calmar la situación. Cuando quiso regresar al castillo encontró la puerta cerrada, no logrando que le abrieran. La puerta que le cerraron al conde y más tarde abrieron a los asediantes fue llamada desde entonces porta baciamano (puerta besamanos), porque la población de Geraci se arrodilló ante el rey a su paso y le besaron la mano, en señal de sumisión y respeto.
Cuenta la historia que su caballo se precipitó desde un acantilado de la roca, desde un punto del hoy conocido como callejón mandolilla.
Según algunos historiadores, el conde estaba ya muerto cuando dieron con él Francesco Valguanera y sus compañeros, que se apresuraron a quitarle la armadura, tanto para apropiársela como para herir su cuerpo desnudo con lanzas y otras armas y así poder demostrar más tarde ante el soberano que le habían dado muerte ellos mismos y con sus propias manos. El cuerpo sin vida del conde fue horriblemente mutilado. Algunos soldados le cortaron trozos para después exhibirlos públicamente, como las manos y la cabeza. El mismo Valguanera, en un innoble acto propio de quién no pudo con él en vida, ató sus despojos a la cola del caballo y lo arrastró por las calles de Geraci. Solo el mílite Ruggero Passaneto, el mismo que había secuestrado y seguía reteniendo en cautividad a la comitiva de Francischello, el hijo del conde, se apiadó de él y, recogiendo sus despojos, los sepultó en la iglesia de San Bartolomeo, fuera de los muros de Geraci.
Cuando el propio soberano comunicó oficialmente los hechos, prefirió no mencionar lo ocurrido: dijo que el conde, en su intento de fuga, fue muerto y robado por varios desconocidos. Estos hechos ocurrieron el 3 de febrero de 1338. El pueblo de Geraci recordó esta dolorosa página de su historia con los versos: “Casteddu di Jraci maliditu - rocca vistuta di sangu e di luttu”.
Los bienes del conde fueron repartidos entre sus vencedores: el condado de Geraci fue para su esposa la reina Elisabetta y para Matteo Palizzi. El condado de Collesano fue para Damiano Palizzi. Por último, el inmenso tesoro confiscado fue distribuido entre los familiares y amigos del rey.
No obstante, el conde en su último testamento del 22 de agosto de 1337 que deslegitimiza los anteriores, excepción hecha sobre el codicilo del 24 de agosto de 1336, asignó a sus hijos menores algunos bienes feudales. En este nuevo testamento las disposiciones favorecían a cuatro de los hijos legítimos y posiblemente esta nueva revisión testamentaria se viese motivada por la reciente adquisición del riquísimo feudo de Collesano. Así, a su hijo primogénito Emanuel de Ventimiglia le correspondió el condado de Geraci, del cual formaban parte también las tierras y castillos de las dos Petralias, Superior e Inferior, Gangi, Santo Mauro, Tusa, Castelbuono, Castelluccio y el feudo de Bellici y Fisaula. Al segundogénito Francesco II de Ventimiglia, el condado de Collesano, con las tierras y castillos de Gratteri y Caronia, además del castillo de Sant Angelo Bonvicino. A Ruggero todos los bienes feudales poseídos por la familia Ventimiglia en Lombardia (Italia septentrional). Finalmente, a Alberto las tierras de Sperlinga y el feudo Barcuni.

## Matrimonio y descendencia
En 1315 casó en primeras nupcias con Costanza Chiaromonte, hija de Manfredo I di Chiaromonte, potente familia feudal del reino de Sicilia, de la que tuvo varias hijas. Por falta de descendencia masculina fue repudiada en 1325.

Casó en segundas nupcias con Margherita Consolo, condesa de Mistretta, de la que tuvo la siguiente descendencia:
- Emanuel de Ventimiglia, XII Conde de Geraci, que sigue.
- Francesco II de Ventimiglia, Francischello, conde de Collesano, XIII conde de Geraci, que sigue.
- Ruggero, (+1355) heredó las posesiones de Lombardía (señor de los castillo y tierras de Aurigo, Lavina, Cenoa, Cosio, Pornassio, Mendatica, Borguetto y Montegrosso). Casó con la condesa Salvaga Spínola de Génova, con sucesión:
  - Manuele.
  - Guidetto.
  - Lombardino.
  - Franceschino, que tuvo la concesión de su tío Francesco II de Ventimiglia, conde de Geraci, el feudo Fisauli. Figura como maestro razionale en un documento fechado el 19 de octubre de 1371. Franceschino testó el 18 de diciembre de 1388, dejando el feudo a su primo Antonio Ventimiglia.[47]
- Alberto, que debería haber recibido en herencia el feudo de Sperlinga según el testamento del 22 de agosto de 1337 de su padre Francesco I, pero dada la acusación de traición y lesa majestad ocurrida en 1337, Sperlinga fue confiscada por la corona, para ser asignada más tarde a Scaloro Uberti. Cuando en 1354 los Ventimiglia obtuvieron el perdón real, Sperlinga fue nuevamente recuperada y restituida a Emanuel de Ventimiglia, conde de Geraci, hijo también de Francesco I y hermano de Alberto.[48]
- Federico, que heredó en fecha 15 de febrero de 1361 el feudo Charabo (o Carbo), en territorio de Sciacca. Más tarde compró por 1.500 onzas a su hermano Emanuel de Ventimiglia el feudo Charbino, con fecha 15 de febrero de 1361, transacción que fue confirmada por el rey Federico III de Sicilia 7 días más tarde, el día 22 de febrero de 1361.[49] También le compró por otras 1500 onzas el castillo y las tierras de Sperlinga el 15 de febrero de 1360, venta que más tarde (20 de febrero de 1361) fue autorizada por el rey Federico III de Sicilia.[50] Se desconoce la fecha exacta de su muerte, pero aún estaba vivo en enero del año 1372.[51]
- Alduino, heredó las tierras y castillo de Sperlinga. Fue señor de Gratteri, ya en vida de su padre. Fue exiliado junto a su padre y hermanos y también declarado enemigo público, con sentencia de la gran corte del 2 de enero de 1338. Participó en la expedición a favor de la causa anjiovina organizada por Carlo Artois, hijo natural del rey Roberto d’Anjou, desembarcada en Sicilia en mayo del 1338, siendo acogido por los ciudadanos de Gratteri come su señor feudal.[52] Pudo regresar a Sicilia, cuando sus hermanos obtuvieron el perdón del rey Ludovico en 1354, pero no volvió a recuperar Gratteri. Casó con Marchisia Aurea, hija y heredera de Corrado II de Aurea, stratigoto[53] de Messina, maestro razionale y gran almirante del reino de Sicilia, que aportaba como dote el castillo y tierras de Calatafini y Castronovo, aunque finalmente se sustituyó Castronovo por el castillo y tierras de Polizzi. No obstante, el rey Federico IV concedió Castronovo al almirante Manfredi Chiaromonte, así que lo compensó dando al matrimonio las tierras y castillo de Polizzi en fecha 31 de diciembre de 1374.[54] Marchisia Aurea, ya viuda el 21 de marzo de 1377, vendió por 650 florines en esta fecha a los mercaderes Pachio Rubeo y Francono de Afflitto de Palermo todos los reditos provenientes de la actividad de las almazaras de Bonagia, Cofano, Capo San Vito y San Teodoro en territorio de Trapani, por tres años.[55]
- Filippo, que casó con Violante Alagona (segundas nupcias para ella, viuda del mílite Ruggero II Passaneto.[56] Violante quería que le fuesen restituidos las 800 onzas del rescate sobre el caserío Palagonia y el feudo Catalfaro, ya casada con Filippo Ventimiglia en septiembre de 1354, hasta que no le fuese devuelta la dote portada al conde Ruggero II de Passaneto. En octubre de 1356 Filippo Ventimiglia fu nombrado capitán de Mistretta, con potestad sobre las causas criminales. El 24 de abril de 1361 fue nombrado mariscal del reino y el 19 de octubre de 1371 ‘maestro razionale’. En 1369 (Bresc, 1986, tav. 172), a la muerte de su hermana Filippa y en virtud de su testamento del 6 de agosto de 1365, heredó los feudos de Riesi y Chipulla, situados entre Butera, Mazzarino y Pietraperzia. A Filippo (I) le sucedió su hijo Filippo (II), que casó con Costanza Abate y tuvo 5 hijos: el primogénito Filippo (III), Nicola, Antonio, Laria y Preziosa. El 2 de marzo de 1392 Filippo II Ventimiglia obtuvo de la corte de Catania sentencia favorable para que Ruggero (III) Passaneto le cediese los derechos sobre el caserío Palagonia y sobre el feudo Catalfaro por asignación de dote (Archivio di Stato di palermo, fondo Cruillas-Palagonia, 23, Pag 5). En su testamento del 12 de febrero de 1393 Filippo II dejó las tierras de Pettineo, el caserío Palagonia y el feudo Catalfaro a su primogénito Filippo III; a Nicola los feudos de Moxini y Caristi, además de 100 onzas, para pagar una deuda que tenía pendiente con su hermano Filippo; al tercer hijo Antonio dejó los feudos de Riesi y Chipulla. Pero a continuación de la rebelión de Costanza Ventimiglia, usufrutuaria de los bienes de Antonio, el 1 de junio de 1393 el feudo Riesi fue confiscado por la corona, para ser concedido más tarde por el rey martino a Ludovico de Aragona.[54]
- Guglielmo I, heredero en 1337 del castillo de Cristia y de las tierras de Giuliana.[57] El 4 de diciembre de 1355 Federico IV ordenó al conde Guglielmo Peralta restituir a Guglielmo I de Ventimiglia el castillo de Cristia, hasta la fecha ocupado por él. En fecha 26 de mayo de 1369 el conde Francesco II de Ventimiglia permutó con su hermano Guglielmo, ante el notario Antonio Turano de Sciacca, las tierras y castillo de Giuliana, pertenecientes a Guglielmo Ventimiglia, por las tierras y castillo de Ciminna, recién recuperadas por Francesco II de Ventimiglia al conde Guglielmo II de Peralta, permuta que fue confirmada por el rey Federico IV el 2 de noviembre de 1371 y más tarde por el rey Martino el 10 de septiembre de 1392 (Archivo di Stato di Palermo, fondo Moncada, 825, Pag 358-381). El 10 de octubre de 1371 obtuvo la compensación de 200 onzas para si y sus herederos sobre los impuestos de Corleone hasta haber recuperado el castillo de Cristia.[58] Fue señor de Ciminna en 1371. En 1398 el rey Martino le concedió los feudos de Diesi, Muloca y Brucalo, que el 2 de julio de 1398 le había incautado a Guglielmo Raimondo de Moncada, marqués de Malta, por causa de rebeldía.[59] Casó con Damiata Rosso, hija de Riccardo Rosso, la cual aportó una dote de 200 onzas. Murió después de 1399 y antes de 1406.
- Giordano, religioso.
- Giacomina.
- Ylaria,que casó con Bernardo de Syracusia, señor de las tierras y castillo de Collesano.[60]
- Elisabetta de Ventimiglia, que casó con Enrico Rosso, regio milite, maestro razionale del reino de Sicilia, barón de Aidone y señor de Cirami.
  - Rosso Rosso Ventimiglia, maestro razionale del reino de Sicilia y barón de Aidone, que casó con Isabella de Moncada.
    - Guglielmo I Rosso Ventimiglia, alférez mayor del reino de Sicilia en el 1366, barón de Cirami, Xirumi, Melilli, San Filadelfo y San Fratello (investito con Privilegi del 1371 e 1396), que casó con Lucia de Monteaperto, hija de Lamberto Montaperto y de Isabella Chiaromonte (de la casa condal de Módica), con descendencia.

  - Constanza Rosso Ventimiglia, que casó con Enrico II de Ventimiglia Lauria, XIV conde de Geraci, que sigue.

Hijos naturales:
- Grecisio.
  - Antonello, que casó el 18 de octubre de 1369 con Margherita, hija de Corrado Altavilla Lancia, aportando como dote el caserío de Sinagra, acción de la que tuvo confirmación regia en septiembre de 1371. Pero Antonello también se rebeló contra su rey, siendo Sinagra confiscada y vendida por 1000 florines a Enrico Rubeo (Archivio di Stato di Palermo, fondo Belmonte, fol 5). Grigisio figura con el nombre completo de Federico Grigisio Ventimiglia en fecha 10 de febrero de 1361 en documentos del Archivio di Stato di Palermo y el 12 de abril de 1366 fue nombrado capitán de Castogiovanni. Murió antes de 1374 (Archivio di Stato di palermo, fondo Belmonte, 2 Pag 19-20).[54]
- Uberto
  - Francesco Uberto, recibió del conde Antonio de Ventimiglia el 31 de octubre de 1396 el castillo y feudo de Resuttano (Ralsuctana o Rasuctana, en territorio de la Petralia Soprana) y el 1 de noviembre de 1396 el feudo Rachilebbi y Raxafica (también en territorio de la Petralia Soprana); de ambas concesiones tuvo confirmación regia el 19 de noviembre de 1396. Poco después, el rey Martino concedió a Francesco Uberto Ventimiglia, con privilegio del 12 de noviembre de 1396 el feudo de las salinas de Castrogiovanni, confiscato al rebelde catanés Antonio Tudisco, marido de Ágata Intorrella, y con privilegio del 12 de diciembre de 1396 el feudo Lo Monaco, próximo a Petralia Soprana, que hasta entonces había pertenecido a Elisabetta y Matteo de Nigro.[47]
- Enrico
- 'Guido', conde de Malta y señor de Gozo, fue prefecto de Trapani en 1361 y castellano de Piazza. Casó en fecha anterior al 12 de febrero de 1359 con la hija de Palmerio Abate. Tuvo también un hijo natural de nombre Francesco. El 5 de junio de 1357 le fue asignado el caserío de Cesarò, confiscado a Tommaso Romano, al cual le fue restituido más tarde, y el 19 de diciembre de 1360, mientras era capitán y castellano de las tierras y castillos de Trapani y Monte San Giuliano, recibió los condados de Malta y Gozo, con derecho de mero e misto impero. El 8 de enero de 1361 obtuvo confirmación real del feudo Bilicci (próximo a Petralia) que previamente le había donado su hermano Francesco, conde de Collesano.[62] Murió antes del 29 de junio de 1362, tal y como se deduce de un documento referenciado en el Archivio di Stato di Palermo, fondo Belmonte, 2, Pag 99.[47]
- Ricardo

## Cambios territoriales en el Feudo
- El 28 de julio de 1321 se redactó un documento[63] en el que participaban el conde Francesco, el conde Manfredo, su hermano Filippo, los hijos del conde Filippino y los herederos del conde Oberto entre otros. Es decir, todos los herederos del conde Enrico por una parte y Emmanuel di Scarella (signore di Garessio) con la intervención del marqués de Clavesana (Francesco) por otra y que atañía a las diferencia que tenían Francesco de Ventimiglia y Emmanuele Scarella a causa del feudo de Cosio d'Arroscia y sus dependencias, así como de una VI parte del castillo y posesiones de Pornassio (tanto Cosio como Pornassio están localizadas en Liguria).

- Con fecha 7 de mayo de 1324 permutó con Ricardo Filangeri las tierras y el castillo de Sperlinga por el feudo y edificaciones de Montemaggiore.[64]

- En fecha anterior a finales de 1331 Francesco I de Ventimiglia compró a Berengario de Albara el casale Convicino,[65] aunque más tarde la utilizó para una permuta.

- El 23 de noviembre de 1331 la magna regia corte registró la permuta realizada entre Alafranco de San Basilio (de la familia Lentini), señor de Pettineo el 11/02/1300,[66] y el conde Francesco de Ventimiglia, por el que se intercambiaban mutuamente el casale de Pettineo por el de Convicino,[67] nel rispetto delle prerrogative feudali de Pietro d'Anticochia, signore di Mistretta, nella cui baronia rientrava Pettineo.[68] La transacción fue registrada por el notario Nicola Sammarata de Polizzi y más tarde certificada por el rey Federico, en 1332.[60]

- En fecha anterior a 1335 entró en posesión del castillo de Cristia, cercano a Burgio.[60]

- El 12 de julio de 1337 Pedro II le concede las rentas de la foresta de Caronia[69] y más tarde, ese mismo año, ocupó el feudo de Rachaljoanni (ahora conocido como Regiovanni, en el municipio de Gangi), feudo que fue restituido más tarde a sus antiguos poseedores, los hijos de Giovanni di Geremia, tras la condena al exilio del conde en enero de 1338.[70]

- En los primeros meses de 1337 adquirió el castillo y tierras de Collesano, a continuación de la muerte de su yerno Bernardo de Syracusia, señor hasta la fecha y esposo de su hija Ylaria.[60]

## Línea de sucesión en el condado de Geraci
| Predecesor: Alduino de Ventimiglia | XI Conde de Geraci 1280? - 1338 | Sucesor: Emanuel de Ventimiglia |